# Johann Baptist Bergopzoomer
Johann Baptist Bergopzoomer, auch Johann Baptist Bergopzoom (* 9. September 1742 in Wien; † 12. Jänner 1804 ebenda) war ein österreichischer Schauspieler, Theaterleiter und Theaterdichter.

## Leben
Nach beruflichen Anfängen als Buchdrucker und einem Feldzug als Soldat im Siebenjährigen Krieg debütierte er 1764 als Schauspieler in Wien und ging dann zur Kurzschen Gesellschaft nach München. Dort freundete er sich mit dem Schauspieler Friedrich Ludwig Schröder an. 1771 wurde er Direktor des Theaters in Prag, 1774 kehrte er als Schauspieler nach Wien zurück. 1774 heiratete Bergopzoomer die Sängerin Katharina Leitner, genannt Schindler. 1782 trennte sich das Paar. Im selben Jahr erschien die Broschüre Bergopzooms letztes Wort an das Wiener Publikum. Dann beklagt er versprochene und wieder entzogene Verträge, schwere mehrwöchige Krankheiten, während derer Intrigen gegen ihn gesponnen wurden, nicht erhaltene Rollen bzw. mit der Begründung vorenthaltene Gnadenbezeigungen des Hofs, dass „Se. Majestät der Kaiser wissen, daß Sie es nicht bedürfen“. Das kommentiert Bergopzoom mit den Worten: „Als ob man durch List und Trug, durch Fressen und Saufen, durch Schuldmachen und Leuteansetzen, und andern Niederträchtigkeiten, auf die Gnaden des Hofes Anspruch zu machen hätte?“ Als einzigen der angeblichen Intriganten und Gegner unter seinen Kollegen nennt Bergopzoom Johann Gottlieb Stephanie (Stephanie den Jüngeren), der ihm in offener Feindschaft gegenüber gestanden habe.
Nach dem Abschied aus Wien ging er zunächst als Theaterunternehmer nach Brünn und 1789 an das Prosatheater nach Budapest. 1791 kam er in der Rolle des Richard III. wieder an das Wiener Hoftheater zurück. Seinen eigenen Theaterstücken war nur kurzlebiger Erfolg beschieden.

## Werke
Bühnenwerke
- Der Officier, Lustspiel in einem Akt, 1768
- Die unglückliche Heirat,  Trauerspiel in Versen und 5 Aufzügen, 1769
- Die Sitten der jetzigen Zeit, Lustspiel in 2 Aufzügen, 1770 (Digitalisat)
- Der Greis, Gelegenheitsstück am Namensfeste Maria Theresias in einem Aufzug, 1771
- Die Witwe, Nachspiel in einem Aufzug, 1772
- Der Spieler, Lustspiel in 5 Aufzügen (aus dem Französischen), 1773
- Der Universalerbe, Lustspiel in 5 Aufzügen (aus dem Französischen), 1774
- Der Zerstreute, Lustspiel in 5 Aufzügen (aus dem Französischen), 1775
- In der Noth lernt man die Freunde kennen, Lustspiel in 5 Aufzügen, 1776 (Digitalisat)
- Graf von Waltron oder die Subordination, Libretto zum Singspiel von Ignaz Walter, 1784 (Digitalisat)
- mehrere ungedruckte Dramen

Sonstige Schriften
- Bergobzooms letztes Wort an das Wiener Publikum, 1782 (Digitalisat)
- Theaterspiegel aller Trauer-, Schau-, Lust-, Sing- und Nachspielen, Balleten und Nebenvorstellungen welche auf dem kön. Brünner städtischen Theater vom 2ten November 1786 bis Ende Karneval den 5ten Hornung 1788 aufgeführt worden sind. Nebst der Benennung der alten und neuen Gesellschaft, Todesfälle und andern besondern Begebenheiten. Brünn 1788 (Digitalisat)